# Wish You Were Here
Wish You Were Here – album brytyjskiej grupy rockowej Pink Floyd. Nagrany pomiędzy styczniem a lipcem 1975, wydany 12 września tego samego roku.
Pierwszy album Pink Floyd wydany z nową wytwórnią płyt Columbia Records (wszędzie oprócz Europy, gdzie pozostali z EMI), z którą podpisali kontrakt na milion dolarów po spektakularnym sukcesie Dark Side of the Moon. Układ z Columbia Records dał zespołowi pełną kontrolę oraz pełne prawa autorskie do ich nagrań (każdy album Pink Floyd, począwszy od Wish You Were Here był zastrzeżony dla Pink Floyd Music Ltd, Pink Floyd (1987) Ltd lub dla poszczególnych członków zespołu).

## Charakterystyka
Album jest w dużej mierze hołdem złożonym byłemu gitarzyście i autorowi większości tekstów z wcześniejszej działalności zespołu, Sydowi Barrettowi. Jego choroba psychiczna i niekonsekwentne postępowanie uniemożliwiały dalsze współtworzenie zespołu po albumie A Saucerful of Secrets. 
W pierwszych planach Wish You Were Here miało zawierać trzy utwory, które zespół grał przez ostatnie dwa lata na koncertach: „Shine On”, „Gotta Be Crazy” i „Raving and Drooling”. „Shine On” przetrwało jako „Shine On You Crazy Diamond”, lecz Roger Waters postanowił nie nagrywać jeszcze pozostałych dwóch, które doczekały się zarejestrowania w studio pod nazwami „Dogs” i „Sheep” na albumie Animals. Ich miejsce Waters zastąpił utworami opisującymi obecny stan zespołu (utwór tytułowy) i karykaturującymi negatywne strony świata muzycznego („Welcome to the Machine” oraz „Have a Cigar”).
Podczas tworzenia albumu napięcie w zespole widocznie rosło. Poprzednia płyta, Dark Side of the Moon okazała się ogromnym sukcesem, wynosząc Pink Floyd w centrum uwagi świata muzycznego. Członkowie zespołu byli zaniepokojeni tak wysoko postawioną poprzeczką, zastanawiali się czy kiedykolwiek jeszcze nagrają równie dobry album. Zdenerwowany Waters wzmocnił swój nacisk na twórczość zespołu, co w połączeniu z jego narastającą presją i wrogością doprowadziło do rozłamu w zespole. Wish You Were Here okazał się ostatnim albumem, na którym w komponowaniu brał udział Richard Wright (do czasu The Division Bell z 1994) i właściwie ostatnim, podczas nagrywania którego cały zespół brał aktywny udział w jego tworzeniu. 
W nagraniu utworu „Wish You Were Here” wziął udział, zaproszony przez zespół, znany skrzypek jazzowy Stéphane Grappelli, który dokonywał nagrań w innym studio w tym samym budynku. Jednak po końcowym miksowaniu jego gra była praktycznie niesłyszalna, więc zespół uznał, że podawanie go w składzie byłoby dla muzyka obraźliwe. Utwór z odnalezioną po latach ścieżką dźwiękową Grappellego pojawił się w specjalnej edycji płyty, która ukazała się w 2011.

### Wizyta Barretta w studiu
Według książki Saucerful of Secrets: The Pink Floyd Odyssey, Syd Barrett pojawił się w studiu w środku sesji nagraniowej. Było to 5 czerwca 1975, kiedy nagrywane były chórki do „Shine On You Crazy Diamond”. Był to także dzień ślubu Davida Gilmoura z jego pierwszą żoną, Ginger. Barrett przybył do studia niezapowiedzianie, a przytył tak, że niektórzy go nie rozpoznali. Był także całkowicie ogolony, łącznie z brwiami (nawiązanie do takiego wyglądu miało miejsce w The Wall). Jerry Shirley wziął go za członka sekty Hare Krishna. Reszta była bliska płaczu: Waters wyznał później, że uronił łzy. Zagrali dla niego jakiś utwór (Mason powiedział, że nie pamięta jaki, jednak wspomina że mogło to być „Shine On You Crazy Diamond”). Kiedy skończyli, Syd siedział bez ruchu. Kiedy ktoś zaproponował, żeby zagrali to ponownie, Barrett zapytał jaki jest sens w graniu ponownie tego, co przed chwilą słyszeli. Zagrali mu również „Wish You Were Here” i zapytali, co o tym sądzi, na co odparł: „Brzmi trochę staro”. Zapytał jednocześnie, czy jest coś, co mógłby dla nich zrobić i oświadczył, że jeśli będzie potrzebny, jest pod ręką. Później tego samego dnia Phil Taylor, jeden z techników zespołu, widział Syda szukającego kogoś, kto podwiózłby go do domu. Unikając niezręcznej sytuacji, Taylor, by pozostać niezauważonym, schylił się w swoim samochodzie, gdy Syd przechodził obok. Nie wiadomo jak Barrett wrócił do domu. Przed tym wydarzeniem nie był widziany przez członków zespołu od 5 lat, nie był też widziany po tym wydarzeniu. Aby upamiętnić tę wizytę, Rick Wright cicho i delikatnie zagrał refren utworu „See Emily Play” w końcowych sekundach albumu.
W czerwcu 2006 w wywiadzie dla nowojorskiej stacji radiowej, krótko przed śmiercią Barretta, Gilmour wspomniał, że nie rozmawiał z nim od 1975 roku.

## Opracowanie graficzne

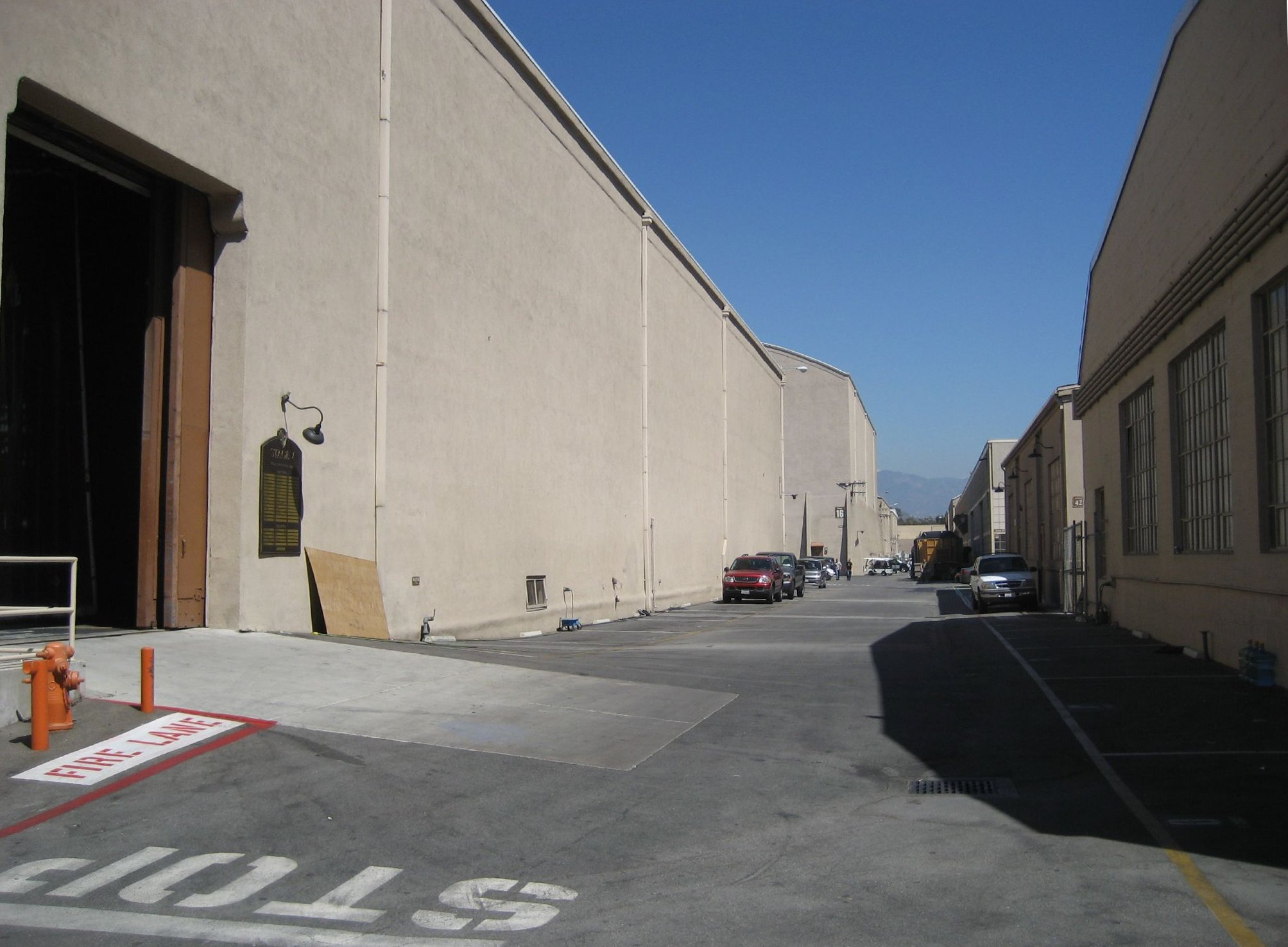
Budynki studia Warner Bros, które były tłem fotografii na okładce

Opakowanie pierwszego wydania winylowego miało być anonimowe, całe czarne. Nie podobało się to wytwórniom muzycznym, dodano więc nalepkę przedstawiającą nazwę zespołu i uścisk dwóch mechanicznych dłoni, a w tle zawierającą ilustracje czterech żywiołów. Pod tym niepozornym przykryciem znajdowała się właściwa okładka: uścisk dłoni płonącego człowieka na tle hal filmowych.

## Osiągnięcia
W roku 1998 czytelnicy magazynu „Q” w głosowaniu na album wszech czasów umieścili Wish You Were Here na trzydziestym czwartym miejscu.
W 2003 album został sklasyfikowany na 209. miejscu listy 500 albumów wszech czasów magazynu Rolling Stone. Co ciekawe, dwadzieścia osiem lat wcześniej magazyn nie zostawił suchej nitki na tym albumie. Recenzent Ben Edmonds napisał w numerze z 6 października 1975: „Pasja jest wszystkim, czego Pink Floyd jest pozbawiony”.
Album w Polsce osiągnął certyfikat złotej płyty, a jego reedycja z 2011 – certyfikat platynowej płyty.

## Lista utworów
| Nr | Tytuł                                                             | Długość |
| -- | ----------------------------------------------------------------- | ------- |
| 1. | „Shine on You Crazy Diamond, Parts I-V” (Gilmour/Waters/Wright)   | 13:34   |
| 2. | „Welcome to the Machine” (Waters)                                 | 7:31    |
| 3. | „Have a Cigar” (Waters)                                           | 5:08    |
| 4. | "Wish You Were Here” (Gilmour/Waters)                             | 5:34    |
| 5. | „Shine on You Crazy Diamond, Parts VI-IX” (Gilmour/Waters/Wright) | 12:31   |

W różnych reedycjach pierwszy i ostatni utwór są też traktowane jako Part I i Part II.

## Twórcy
- David Gilmour – śpiew, gitary, gitara hawajska, EMS Synthi AKS, dodatkowa gitara basowa, dodatkowe instrumenty klawiszowe
- Roger Waters – śpiew, gitara basowa, dodatkowa gitara, VCS3
- Richard Wright – organy Hammonda, fortepian, Pipe Organ, VCS3, fortepian elektryczny, clavinet D-6, śpiew
- Nick Mason – perkusja, instrumenty perkusyjne, efekty

oraz
- Roy Harper – śpiew („Have a Cigar”)
- Dick Parry – saksofon („Shine on You Crazy Diamond”)
- Venetta Fields – chórki („Shine on You Crazy Diamond”)
- Carlena Williams – chórki („Shine on You Crazy Diamond”)
- Stephane Grapelli – skrzypce („Wish You Were Here”)

## Single
- „Have a Cigar”/„Welcome To the Machine” – Columbia 3-10248; wydany 15 X 1975
- „Wish You Were Here”